# Shin'ya Aoki
Shin'ya Aoki (青木 真也?, Aoki Shin'ya; Shizuoka, 9 maggio 1983) è un atleta di arti marziali miste e grappler giapponese.
Combatte nelle divisioni dei pesi leggeri e dei pesi piuma per la promozione singaporiana ONE FC, nella quale è l'attuale campione dei leggeri, e per la Dream, nella quale è stato l'ultimo campione di categoria dal 2009 e finalista del torneo Dream 2008 Lightweight Grand Prix.
È stato anche campione dei pesi welter Shooto dal 2006 al 2010 difendendo il titolo una sola volta, e nel 2010 è stato un contendente al titolo dei pesi leggeri Strikeforce, venendo sconfitto dal campione in carica Gilbert Melendez.
Ha combattuto anche nella prestigiosa organizzazione Pride.
Dal 2013 compete anche nell'organizzazione statunitense di grappling Metamoris.

## Carriera nelle arti marziali miste

### Gli inizi: Deep e Shooto
Aoki inizia come professionista nel 2003 con l'organizzazione nipponica Deep, dove vince il torneo West Chofu.
Con un record di 3-1 passa alla Shooto, nella quale vince il titolo dei pesi welter battendo Akira Kikuchi ai punti.

### Pride Fighting Championships
Nel 2006, con alle spalle un record di 7-2, approda alla prestigiosa Pride: qui si mette subito in mostra alla grande infilando ben sei vittorie consecutive contro avversari di buon valore come Joachim Hansen e George Sotiropoulos, e allo stesso tempo difendendo il titolo Shooto con la seconda vittoria su Akira Kikuchi.

### DREAM e Strikeforce
Nel 2008 l'organizzazione Pride viene acquisita dalla Zuffa LLC e Aoki, come molti altri lottatori professionisti suoi connazionali, cerca un contratto con le nuove federazioni nate: passa quindi alla connazionale DREAM.
Al DREAM Lightweight Grand Prix riesce ad arrivare fino in finale, dove perde per KO tecnico contro Joachim Hansen.
Con la stessa promozione vince il titolo dei pesi leggeri WAMMA sconfiggendo Eddie Alvarez con la sua specialità, la sottomissione.
Partecipa al Eddie DREAM Welterweight Grand Prix del 2009 ma viene sconfitto al primo turno da Hayato Sakurai.
Decide di tornare nei pesi leggeri per sfidare di nuovo il campione Joachim Hansen: questa volta Aoki s'impone con un armbar e diviene il campione di categoria DREAM.
Aoki contemporaneamente ha delle parentesi con l'organizzazione Strikeforce, dove combatte il primo incontro direttamente per il titolo dei pesi leggeri contro Gilbert Melendez, perdendo ai punti; successivamente sconfigge Lyle Beerbohm sempre per la medesima organizzazione.
Nel frattempo con la Dream riesce a difendere il suo titolo da Tatsuya Kawajiri e da Satoru Kitaoka.

### Bellator Fighting Championships
Nel 2012 Aoki decidere di scendere in campo anche per la statunitense Bellator, organizzazione che al tempo iniziò sempre più ad interagire con le promozioni giapponesi.
Perde il rematch contro Eddie Alvarez per KO nel primo round: con una tecnica di lotta in pedi ancora tutta da rivedere, a causa di tale sconfitta Aoki viene escluso quasi unanimemente dal top 10 di categoria, quando prima di quell'incontro per molti era addirittura uno dei primi cinque pesi leggeri al mondo.
Nel giugno di quell'anno la promozione Dream, della quale Aoki era ancora il campione in carica dei pesi leggeri, fallisce per mancanza di finanziamenti e lascia il lottatore nipponico privo di cinture.

### ONE Fighting Championship
Dopo il temporaneo fallimento della Dream Aoki ha la possibilità di restare in Asia firmando con la ONE FC, ambiziosa promozione singaporiana che stava mettendo sotto contratto parecchi lottatori di alto livello internazionale.
Esordì con una vittoria per sottomissione al primo round contro il francese Arnaud Lepont.
Lo stesso anno la Dream viene rifinanziata e organizza un evento per il 31 dicembre al quale Aoki prende parte: qui sconfigge per sottomissione l'ex lottatore UFC Antonio McKee, ma curiosamente il colpo finale non è una presa bensì un pugno.
Torna in ONE FC nel 2013 per sfidare il campione in carica dei pesi leggeri Kotetsu Boku: Aoki si sbarazzò dell'avversario nel secondo round tramite una sottomissione, divenendo il nuovo campione.
Nel giugno 2013 partecipa all'evento Metamoris II dell'organizzazione di jiu jitsu brasiliano e grappling Metamoris, la quale ha sede a Los Angeles: Aoki venne sconfitto dal campione ADCC Kron Gracie per mezzo di una ghigliottina.
In ottobre fa il suo esordio nei pesi piuma contro lo statunitense Cody Stevens (record: 11-5-1), vincendo ai punti dopo aver subito diverse scorrettezze da parte dell'avversario.
In novembre l'UFC, impegnata nell'organizzare un evento a Singapore per gennaio 2014, fece una proposta di contratto ad Aoki e al compagno di squadra Eddie Ng, entrambi impegnati con la ONE FC, e tutti e due gli atleti rifiutarono in quanto non ritennero tale proposta vantaggiosa a livello economico.
Nell'evento di capodanno organizzato dalla Inoki Genome Federation Aoki si sbarazza velocemente di un Toshikatsu Harada assolutamente non all'altezza del nativo di Shizuoka.
Nell'aprile del 2014 combatte un match di esibizione in un evento organizzato dall'Inoki Genome Federation, pareggiando contro Atsushi Sawada.
In agosto difende per la prima volta il titolo dei pesi leggeri ONE FC sottomettendo Kamal Shalorus durante la prima ripresa.
Prende parte ancora una volta all'evento della notte di San Silvestro targato Inoki Genome Federation dove senza troppi patemi sottomette il modesto Yuki Yamamoto con uno spettacolare Twister.

## Risultati nelle arti marziali miste
Gli incontri segnati su sfondo grigio si riferiscono ad incontri di esibizione non ufficiali o comunque non validi per essere integrati nel record da professionista.
| Risultato  | Record   | Avversario          | Metodo                             | Evento                                               | Data              | Round | Tempo | Città                  | Note                                           |
| ---------- | -------- | ------------------- | ---------------------------------- | ---------------------------------------------------- | ----------------- | ----- | ----- | ---------------------- | ---------------------------------------------- |
| Vittoria   | 37-6 (1) | Yuki Yamamoto       | Sottomissione (twister)            | Inoki Bom-Ba-Ye 2014                                 | 31 dicembre 2014  | 1     | 1:21  | Tokyo, Giappone        |                                                |
| Vittoria   | 36-6 (1) | Kamal Shalorus      | Sottomissione (rear naked choke)   | ONE FC 19: Reign of Champions                        | 29 agosto 2014    | 1     | 2:15  | Dubai, EAU             | Difende il titolo dei Pesi Leggeri ONE FC      |
| Parità     | NU       | Atsushi Sawada      | Parità                             | IGF: Japan-Pakistan Friendhip Festival               | 27 aprile 2014    | 1     | 5:00  | Tokyo, Giappone        | Incontro Openweight                            |
| Vittoria   | 35-6 (1) | Toshikatsu Harada   | Sottomissione (armbar triangolare) | Inoki Bom-Ba-Ye 2013                                 | 31 dicembre 2013  | 1     | 0:49  | Tokyo, Giappone        |                                                |
| Vittoria   | 34-6 (1) | Cody Stevens        | Decisione (unanime)                | ONE FC 11: Total Domination                          | 18 ottobre 2013   | 3     | 5:00  | Singapore              | Incontro di Pesi Piuma                         |
| Vittoria   | 33-6 (1) | Kotetsu Boku        | Sottomissione (rear naked choke)   | ONE FC 8: Kings and Champions                        | 5 aprile 2013     | 2     | 2:01  | Singapore              | Vince il titolo dei Pesi Leggeri ONE FC        |
| Vittoria   | 32-6 (1) | Antonio McKee       | Sottomissione (pugno)              | Dream 18: Special NYE 2012                           | 31 dicembre 2012  | 2     | 0:24  | Saitama, Giappone      |                                                |
| Vittoria   | 31-6 (1) | Arnaud Lepont       | Sottomissione (triangolo)          | ONE FC 6: Rise of the Kings                          | 6 ottobre 2012    | 1     | 1:25  | Singapore              | Debutto in ONE FC                              |
| Sconfitta  | 30–6 (1) | Eddie Alvarez       | KO Tecnico (pugni)                 | Bellator LXVI                                        | 20 aprile 2012    | 1     | 2:14  | Cleveland, Stati Uniti | Debutto in Bellator                            |
| Vittoria   | 30–5 (1) | Satoru Kitaoka      | Decisione (unanime)                | Fight For Japan: Genki Desu Ka Omisoka 2011          | 31 dicembre 2011  | 5     | 5:00  | Saitama, Giappone      | Difende il titolo dei Pesi Leggeri DREAM       |
| Vittoria   | 29–5 (1) | Rob McCullough      | Sottomissione (neck crank)         | Dream 17                                             | 24 settembre 2011 | 1     | 4:57  | Saitama, Giappone      |                                                |
| Vittoria   | 28–5 (1) | Rich Clementi       | Sottomissione (neck crank)         | Dream: Fight for Japan!                              | 29 maggio 2011    | 2     | 2:32  | Saitama, Giappone      |                                                |
| Vittoria   | 27–5 (1) | Lyle Beerbohm       | Sottomissione (neck crank)         | Strikeforce: Diaz vs. Daley                          | 9 aprile 2011     | 1     | 1:33  | San Diego, Stati Uniti |                                                |
| Vittoria   | 26–5 (1) | Yokthai Sithoar     | Sottomissione (keylock)            | Deep: 50th Impact                                    | 24 ottobre 2010   | 1     | 1:00  | Tokyo, Giappone        |                                                |
| Vittoria   | 25–5 (1) | Marcus Aurelio      | Decisione (unanime)                | Dream 16                                             | 25 settembre 2010 | 2     | 5:00  | Nagoya, Giappone       |                                                |
| Vittoria   | 24–5 (1) | Tatsuya Kawajiri    | Sottomissione (achilles lock)      | Dream 15                                             | 10 luglio 2010    | 1     | 1:53  | Saitama, Giappone      | Difende il titolo dei Pesi Leggeri DREAM       |
| Sconfitta  | 23–5 (1) | Gilbert Melendez    | Decisione (unanime)                | Strikeforce: Nashville                               | 17 aprile 2010    | 5     | 5:00  | Nashville, Stati Uniti | Per il titolo dei Pesi Leggeri Strikeforce     |
| Vittoria   | 23–4 (1) | Mizuto Hirota       | Sottomissione (hammerlock)         | Dynamite!! 2009                                      | 31 dicembre 2009  | 1     | 1:17  | Saitama, Giappone      | Campione DREAM vs. Campione SRC                |
| Vittoria   | 22–4 (1) | Joachim Hansen      | Sottomissione (armbar)             | Dream 11: Feather Weight Grand Prix 2009 Final Round | 6 ottobre 2009    | 2     | 4:56  | Yokohama, Giappone     | Vince il titolo dei Pesi Leggeri DREAM         |
| Vittoria   | 21–4 (1) | Vitor Ribeiro       | Decisione (unanime)                | Dream.10: Welter Weight Grand Prix 2009 Final Round  | 20 luglio 2009    | 2     | 5:00  | Saitama, Giappone      |                                                |
| Sconfitta  | 20–4 (1) | Hayato Sakurai      | KO (ginocchiate e pugni)           | DREAM.8: Welter Weight Grand Prix 2009 First Round   | 5 aprile 2009     | 1     | 0:27  | Nagoya, Giappone       | DREAM Welterweight Grand Prix, Primo turno     |
| Vittoria   | 20–3 (1) | David Gardner       | Sottomissione (rear naked choke)   | Dream.7: Feather Weight Grandprix 2009 1st Round     | 8 marzo 2009      | 1     | 5:58  | Saitama, Giappone      |                                                |
| Vittoria   | 19–3 (1) | Eddie Alvarez       | Sottomissione (heel hook)          | Dynamite!! 2008                                      | 31 dicembre 2008  | 1     | 1:32  | Saitama, Giappone      | Vince il campionato dei Pesi Leggeri WAMMA     |
| Vittoria   | 18–3 (1) | Todd Moore          | Sottomissione (neck crank)         | Dream 6: Middle Weight Grandprix 2008 Final Round    | 23 settembre 2008 | 1     | 1:10  | Saitama, Giappone      |                                                |
| Sconfitta  | 17–3 (1) | Joachim Hansen      | KO Tecnico (pugni)                 | DREAM.5 Light Weight Grandprix 2008 Final Round      | 21 luglio 2008    | 1     | 4:19  | Osaka, Giappone        | DREAM Lightweight Grand Prix, Finale           |
| Vittoria   | 17–2 (1) | Caol Uno            | Decisione (unanime)                | DREAM.5 Light Weight Grandprix 2008 Final Round      | 21 luglio 2008    | 2     | 5:00  | Osaka, Giappone        | DREAM Lightweight Grand Prix, Semifinale       |
| Vittoria   | 16–2 (1) | Katsuhiko Nagata    | Sottomissione (gogoplata)          | DREAM.4 Middle Weight Grandprix 2008 2nd Round       | 15 giugno 2008    | 1     | 5:12  | Yokohama, Giappone     | DREAM Lightweight Grand Prix, Quarti di finale |
| Vittoria   | 15–2 (1) | Gesias Cavalcante   | Decisione (unanime)                | Dream.2 Middle Weight Grandprix 2008 1st Round       | 29 aprile 2008    | 2     | 5:00  | Saitama, Giappone      | DREAM Lightweight Grand Prix, Primo turno      |
| No Contest | 14–2 (1) | Gesias Cavalcante   | No Contest (gomitate illegali)     | Dream.1 Light Weight Grandprix 2008 1st Round        | 15 marzo 2008     | 1     | 3:46  | Saitama, Giappone      | DREAM Lightweight Grand Prix, Primo turno      |
| Vittoria   | 14–2     | Jung Bu-Kyung       | Decisione (unanime)                | Yarennoka!                                           | 31 dicembre 2007  | 2     | 5:00  | Saitama, Giappone      |                                                |
| Vittoria   | 13–2     | Brian Lo-A-Njoe     | Sottomissione (armbar)             | Pride 34: Kamikaze                                   | 8 aprile 2007     | 1     | 1:33  | Saitama, Giappone      |                                                |
| Vittoria   | 12–2     | Akira Kikuchi       | Decisione (non unanime)            | Shooto: Back To Our Roots 1                          | 17 febbraio 2007  | 3     | 5:00  | Yokohama, Giappone     | Difende il titolo dei Pesi Welter Shooto       |
| Vittoria   | 11–2     | Joachim Hansen      | Sottomissione (gogoplata)          | Pride Shockwave 2006                                 | 31 dicembre 2006  | 1     | 2:24  | Saitama, Giappone      |                                                |
| Vittoria   | 10–2     | Clay French         | Sottomissione (triangolo volante)  | Pride Bushido 13                                     | 5 novembre 2006   | 1     | 3:57  | Yokohama, Giappone     |                                                |
| Vittoria   | 9–2      | George Sotiropoulos | Squalifica (colpo all'inguine)     | Shooto: Champion Carnival                            | 14 ottobre 2006   | 2     | 0:05  | Yokohama, Giappone     |                                                |
| Vittoria   | 8–2      | Jason Black         | Sottomissione (triangolo)          | Pride Bushido 12                                     | 26 agosto 2006    | 1     | 1:58  | Nagoya, Giappone       | Debutto in Pride                               |
| Vittoria   | 7–2      | Akira Kikuchi       | Decisione (unanime)                | Shooto: The Victory of the Truth                     | 17 febbraio 2006  | 3     | 5:00  | Tokyo, Giappone        | Vince il titolo dei Pesi Welter Shooto         |
| Vittoria   | 6–2      | Kuniyoshi Hironaka  | KO Tecnico (ferita)                | Shooto 2005: 11/6 in Korakuen Hall                   | 5 novembre 2005   | 1     | 2:10  | Tokyo, Giappone        |                                                |
| Sconfitta  | 5–2      | Hayato Sakurai      | Decisione (unanime)                | Shooto: Alive Road                                   | 20 agosto 2005    | 3     | 5:00  | Yokohama, Giappone     |                                                |
| Vittoria   | 5–1      | Shigetoshi Iwase    | Squalifica (colpo basso)           | Shooto 2005: 7/30 in Korakuen Hall                   | 30 luglio 2005    | 1     | 0:35  | Tokyo, Giappone        |                                                |
| Vittoria   | 4–1      | Keith Wisniewski    | Sottomissione (armlock in piedi)   | Shooto: 1/29 in Korakuen Hall                        | 29 gennaio 2005   | 1     | 2:22  | Tokyo, Giappone        |                                                |
| Sconfitta  | 3–1      | Jutaro Nakao        | KO (pugno)                         | Deep: 16th Impact                                    | 30 agosto 2004    | 1     | 4:29  | Tokyo, Giappone        |                                                |
| Vittoria   | 3–0      | Seichi Ikemoto      | Sottomissione (armbar)             | Deep: 15th Impact                                    | 3 luglio 2004     | 2     | 0:52  | Tokyo, Giappone        |                                                |
| Vittoria   | 2–0      | Yasutoshi Ryu       | Sottomissione (armbar)             | Deep: clubDeep West Chofu                            | 24 novembre 2003  | 1     | 0:51  | Tokyo, Giappone        | Torneo clubDeep West Chofu, Finale             |
| Vittoria   | 1–0      | Dai Okimura         | Sottomissione (armbar)             | Deep: clubDeep West Chofu                            | 24 novembre 2003  | 1     | 3:14  | Tokyo, Giappone        | Torneo clubDeep West Chofu, Semifinale         |